# VK Lokomotiv
Le VK Lokomotiv est un club russe de volley-ball féminin fondé en 2018  et basé à Kaliningrad, évoluant pour la saison 2019-2020 en Superliga.

## Palmarès
- Supercoupe de Russie
  - Vainqueur : 2019[4]
  - Finaliste : 2020.
- Championnat de Russie
  - Finaliste : 2019[5]2020[6]

## Effectifs

### Saison 2020-2021
| No                           | Nom                          | Date de naissance            | Taille                         | Poids                          | Poste                          |
| ---------------------------- | ---------------------------- | ---------------------------- | ------------------------------ | ------------------------------ | ------------------------------ |
| 1                            | Tatiana Iourinskaïa          | 25 février 1996              | 184                            | 72                             | Réceptionneuse-attaquante      |
| 4                            | Viktoria Gorbatcheva         | 2 avril 1995                 | 174                            | 65                             | Libero                         |
| 5                            | Anastassia Stalnaïa          | 6 janvier 1998               | 190                            | 72                             | Attaquante                     |
| 7                            | Valeria Zaïtseva             | 24 mars 1995                 | 187                            | 71                             | Centrale                       |
| 8                            | Irina Voronkova              | 20 octobre 1995              | 190                            | 85                             | Réceptionneuse-attaquante      |
| 9                            | Alla Galkina                 | 15 avril 1992                | 178                            | 63                             | Libero                         |
| 10                           | Iekaterina Ievdokimova       | 10 septembre 1994            | 189                            | 73                             | Centrale                       |
| 12                           | Daria Ryseva                 | 5 mars 1998                  | 175                            | 69                             | Passeuse                       |
| 13                           | Margarita Kourilo            | 21 juin 1993                 | 185                            | 74                             | Réceptionneuse-attaquante      |
| 14                           | Laura Dijkema                | 18 février 1990              | 184                            | 71                             | Passeuse                       |
| 16                           | Maria Vorobiova              | 24 février 1998              | 187                            | 77                             | Réceptionneuse-attaquante      |
| 18                           | Ioulia Podskalnaïa           | 18 avril 1989                | 190                            | 75                             | Centrale                       |
| 23                           | Anna Melnikova               | 13 mars 1995                 | 193                            | 87                             | Centrale                       |
|                              |                              |                              |                                |                                |                                |
| Encadrement technique        | Encadrement technique        |                              | Légende                        | Légende                        | Légende                        |
| Entraîneur : Andreï Voronkov | Entraîneur : Andreï Voronkov | Entraîneur : Andreï Voronkov | : Capitaine                    | : Capitaine                    | : Capitaine                    |
| Entraîneur(s) adjoint(s) :   | Entraîneur(s) adjoint(s) :   | Entraîneur(s) adjoint(s) :   | : Joueuse blessée actuellement | : Joueuse blessée actuellement | : Joueuse blessée actuellement |